# Santa Comba de Rossas
Santa Comba de Rossas is een plaats (freguesia) in de Portugese gemeente Bragança en telt 366 inwoners (2001).